# 이달희
이달희(李達嬉, 1962년 2월 9일~)는 대한민국의 정치인이다. 제22대 국회의원이다.

## 학력
- 1979. 3.~1982. 2. 원화여자고등학교 졸업
- 1983. 3.~1992. 2. 경북대학교 사회과학대학 정치외교학 학사
- 2000. 3.~2003. 2. 경북대학교 정책정보대학원 사회학 석사
- 2003. 3.~2012. 2. 경북대학교 대학원 정치학 국제정치전공 박사

## 경력
- 한나라당 경상북도당 부장
- 한나라당 대구광역시당 부처장
- 2008. 5.~2009. 5. 국회 정책연구위원(2급 상당)
- 사단법인 한국 우즈베키스탄협회 자문위원
- 한나라당 대구광역시당 사무처장
- 대구경북 여성생활정치연구소 소장
- 자연보호중앙회대구협의회 부회장
- 제1대 삼영장학회 회장
- 경북대학교 평화문제연구소 운영위원
- 사단법인 문화시민운동협의회 이사
- 2012~2016 새누리당 중앙당 정책위원회 보건복지수석전문위원
- 2012~2016 새누리당 경상북도당 사무처장
- 2014. 1.~2015. 1. 국회 정책연구위원(1급 상당)
- 2014. 9.~2015. 8. 국민대학교 행정대학원 외래교수
- 2017~2018 여의도연구원 아카데미 소장
- 2017~2018 경일대학교 상경학부 겸임교수
- 2017~2018 경일대학교 상경학부 국제통상학과 초빙교수
- 2018~2020 사단법인 한국문화예술법학회 부회장
- 2018. 8.~2020. 1. 경상북도청 정무실장
- 2020. 6.~2022. 7. 대구대학교 특임교수
- 2022. 7.~2024. 2. 경상북도 경제부지사
- 2023~2024 사단법인 한국문화예술법학회 일반이사
- 2024. 2.~2024. 4. 국민의미래 입당
- 2024. 3.~2024. 4. 국민의미래 비례대표 국회의원 후보
- 2024. 3.~2024. 4. 국민의미래 4·10 총선 중앙선거대책위원회 선거대책부위원장
- 2024. 4.~ 국민의힘 여성의원 모임 간사
- 2024. 5.~ 제22대 국회의원(비례대표, 국민의힘, 초선)
  - 2024. 6.~2024. 6. 제22대 국회 전반기 문화체육관광위원회 위원
  - 2024. 6.~ 제22대 국회 전반기 행정안전위원회 위원
    - 제22대 국회 전반기 여성가족위원회 법안심사제1소위원회 위원
    - 제22대 국회 전반기 여성가족위원회 예산·결산기금심사소위원회 위원

  - 2024. 6.~ 제22대 국회 전반기 여성가족위원회 위원
    - 제22대 국회 전반기 여성가족위원회 예산결산심사소위원회 위원
    - 제22대 국회 전반기 여성가족위원회 청원심사소위원회 위원

  - 국회 글로벌외교안보포럼 구성의원
  - 지속 가능 성장을 위한 구조개혁 실천 포럼 연구책임의원
  - 2025. 1.~ 제22대 국회 12.29 여객기 참사 진상규명과 피해자 및 유가족의 피해구제를 위한 특별위원회 위원
    - 제22대 국회 12.29 여객기 참사 진상규명과 피해자 및 유가족의 피해구제를 위한 특별위원회 피해자와 유가족 지원 및 추모사업 지원 소위원회 위원

  - 2025. 3.~: 2025 APEC(아시아태평양경제협력체) 정상회의 지원 특별위원회 위원
  - 2025. 4.~ 국회 산불피해지원대책 특별위원회 위원
- 2024. 5.~2024. 7. 국민의힘 당헌당규개정특별위원회 위원
- 2024. 6.~2024. 7. 국민의힘 정책위원회 산하 시급한 민생 현안 해결을 위한 재정·세제개편특별위원회 위원
- 2024. 6.~2024. 7. 국민의힘 정책위원회 산하 시급한 민생 현안 해결을 위한 재난안전특별위원회 위원
- 2024. 8.~2024. 12. 국민의힘 중앙연수원장
- 2024. 8.~2025. 6.: 국민의힘 정책위원회 산하 원전산업지원특별위원회 위원
- 2024. 9.~2025. 6. 국민의힘 딥페이크 성범죄 대응을 위한 특별위원회 위원
- 2024. 9.~: 국민의힘 호남동행 국회의원 발대식 명예의원(전라남도 영광군)
- 2024. 12.~: 국민의힘 제주공항 여객기 사고 수습 TF 위원
- 2025. 2.~: 국민의힘 중앙연수원장 겸 중앙연수위원회 위원장
- 2025. 3.~ 국민의힘 산불재난대응 특별위원회 위원
- 2025. 5.~ 2025. 6.: 제21대 대통령 선거 국민의힘 김문수 대통령 후보 전략기획위원회 공동본부장 겸 조직총괄본부 지방시대본부장

## 역대 선거 결과
| 실시년도 | 선거   | 대수 | 직책     | 선거구   | 정당       | 득표수       | 득표율          | 순위          | 당락 | 비고 |
| -------- | ------ | ---- | -------- | -------- | ---------- | ------------ | --------------- | ------------- | ---- | ---- |
| 2024년   | 총선   | 22대 | 국회의원 | 비례대표 | 국민의미래 | 10,395,264표 | \| \| 36.67% \| | 비례대표 17번 |      | 초선 |
|          | 36.67% |      |          |          |            |              |                 |               |      |      |

## 소속 정당
| 소속 정당 | 소속 정당  | 소속 기간 | 비고      |
| --------- | ---------- | --------- | --------- |
|           | 자유한국당 | 2020      | 정계 입문 |
|           | 미래통합당 | 2020      | 합당      |
|           | 국민의힘   | 2020~2024 | 당명 변경 |
|           | 무소속     | 2024      | 탈당      |
|           | 국민의미래 | 2024      | 입당      |
|           | 국민의힘   | 2024~현재 | 합당      |

## 같이 보기
- 대한민국 제22대 국회의원 선거 국민의미래 후보 목록#비례대표
- 경상북도 부지사